# Peter Dirnbek
Peter Dirnbek, slovenski kantavtor in politik, * 1975.
Živi in deluje v Brežicah.

## Delo
Praktično od samega začetka sodeluje s produkcijsko hišo Vox Records in spremljevalno skupino Vox Populi. V tej zasedbi je izdal tudi svoj album z naslovom Peter Dirbek & Vox Populi in posnel svoj prvi videospot za skladbo »Za vse ljudi«.
Na listi Levice je dvakrat kandidiral za župana Občine Brežice (2014, 2018) in na državnozborskih volitvah 2018 tudi za poslanca, vendar ni bil izvoljen. Na lokalnih volitvah 2014 in 2018 pa je bil izvoljen za občinskega svetnika Občine brežice.